# Grace Jones
Grace Beverly Jones (Spanish Town, Colonia de Jamaica, 19 de mayo de 1948) es una cantante, compositora, modelo, productora y actriz jamaicana.
A los 13 años se mudó con sus hermanos a la casa de sus padres en Siracusa (Nueva York). Jones comenzó su carrera de modelo en el estado de Nueva York y más tarde en París (Francia), trabajando para firmas como Yves Saint Laurent y Kenzo, y apareciendo en las portadas de prestigiosas revistas de moda como Elle y Vogue. Trabajó con los fotógrafos Helmut Newton, Guy Bourdin y Hans Feurer, haciéndose conocida mundialmente por su característica apariencia andrógina.
En 1977, Jones firmó un contrato discográfico con Island Records, convirtiéndose inicialmente en la estrella de la discoteca neoyorquina Studio 54. A comienzos de los ochenta cambia su estilo hacia el reggae, el funk, el new wave y la música pop, colaborando frecuentemente con el diseñador gráfico Jean-Paul Goude y con Sly & Robbie. Sus álbumes más populares incluyen Warm Leatherette (1980), Nightclubbing (1981) y Slave to the Rhythm (1985). Como cantante consiguió éxitos notables con los sencillos "Pull Up to the Bumper", "Private Life", "I've Seen that Face Before (Libertango)", "Slave to the Rhythm" y "I'm Not Perfect (But I'm Perfect for You)". En 1982 lanzó la colección de vídeos musicales A One Man Show, dirigida por Goude, que fue nominada a los premios Grammy como mejor video musical de larga duración. Su último álbum es Hurricane, de 2008.
Jones apareció en algunas películas de bajo presupuesto en los Estados Unidos durante los años setenta. En 1984 debutó en producciones de alto perfil interpretando a Zula en la película Conan el Destructor, junto a Arnold Schwarzenegger y Sarah Douglas, seguida en 1985 por la película de la saga James Bond A View to a Kill, como la villana May Day. En 1986 interpretó a un vampiro en Vamp y participó como actriz y cantante en la película de 1992 de Eddie Murphy Boomerang. Por su parte, ella aparece junto a Tim Curry en la película de 2001 Wolf Girl. Por su trabajo en Conan, A View to a Kill y Vamp fue nominada a los Premios Saturn como Mejor Actriz de Reparto.
Grace Jones es reconocida como una de las artistas más emblemáticas e influyentes de la década del 80. Ha sido una inspiración para artistas como Madonna, Annie Lennox, Lady Gaga, Rihanna, Lorde, Róisín Murphy, Brazilian Girls, Nile Rodgers, Santigold, Solange y Stanka Brijevic. En 1999, Jones ocupó el puesto 82 de las 100 Mejores Mujeres del Rock and Roll de VH1 y, en 2008, fue galardonada con el premio Q Idol. En diciembre de 2016, la revista Billboard la clasificó en el puesto 40 como la artista dance más exitosa de la historia. En 2018 fue condecorada con la Orden de Jamaica, recibiendo el tratamiento honorífico de The Honorable Grace Jones.

## Biografía

### Primeros años
Grace Jones nació en 1948 (algunas biografías señalan que fue en 1952; en sus memorias ella elude dar una fecha concreta aduciendo que "no cree en el tiempo") en Spanish Town en la Jamaica británica, hija de Marjorie y Robert W. Jones, el cual fue un político local y clérigo apostólico. La pareja tenía dos hijos y tendría otros cuatro. Robert y Marjorie se trasladaron a la costa este de los Estados Unidos, donde Robert trabajó como agricultor hasta que tras una experiencia espiritual durante un intento fallido de suicidio lo inspirase en convertirse en ministro pentecostal.
Mientras estaban en Estados Unidos, dejaron a sus hijos con la madre de Marjorie y su nuevo esposo, Peart. Jones lo conoció como "Mas P" y ha comentado que lo odiaba por su carácter estricto, agresivo y violento con ella y sus hermanos.
Fue criada en la fe pentecostal de la familia, teniendo que participar en las reuniones de oración y lecturas bíblicas cada noche. Inicialmente asistió a la Escuela Pentecostal All Saints, antes de ser enviada a una escuela pública cercana. De niña, Jones era tímida y tenía sólo una amiga. Sus compañeros se burlaban de ella por ser delgada, aunque destacó en los deportes y encontró consuelo en la naturaleza de Jamaica.

## Carrera como modelo
Terminado sus estudios, inició su carrera como modelo contratada por la agencia Wilhelmina, pero su físico no encajaba bien en el mercado estadounidense, así que pronto se dirigió a Europa, donde su imagen tuvo mejor acogida. Su particular androginia (en muchas ocasiones se rumoreó falsamente que era una mujer transexual) la ayudó a hacerse un nombre en las pasarelas de París copando las portadas de revistas como Elle o Vogue. Durante el período de París compartió departamento con Jessica Lange y Jerry Hall, que también desarrollarían importantes carreras en el espectáculo. Trabó contratos con importantes diseñadores y marcas, como Kenzo, Issey Miyake, Eiko Ishioka y Citroën.
A finales de los setenta, comenzó a frecuentar locales como la mítica discoteca Studio 54, donde entabló amistad con Andy Warhol y se convirtió en una estrella de la noche neoyorquina.
Durante los años ochenta mantuvo una relación sentimental con el diseñador y creativo francés Jean-Paul Goude. Su único hijo, Paulo, es fruto de esa relación. Más adelante estuvo en pareja con el actor Dolph Lundgren.
Apareció en la revista Playboy en septiembre de 1987.

## Carrera cinematográfica

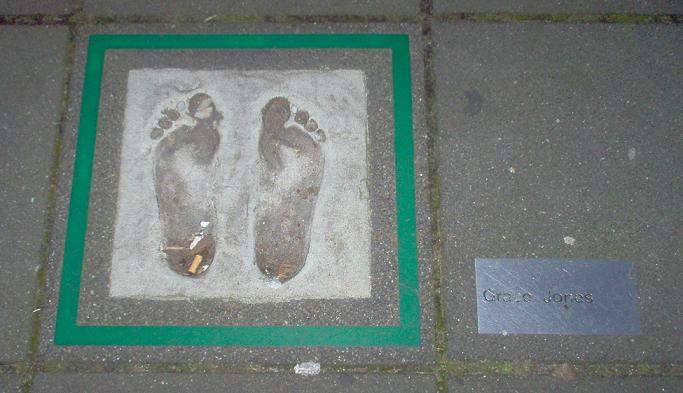
Huellas de Jones en el Paseo de la Fama de Róterdam.

En 1973 debutó como actriz en la película Gordon's War, donde interpretó el papel de Mary. El trabajo de Jones como actriz de cine convencional fue en Conan, el Destructor (1984), donde encarnaba a la brutal guerrera Zula. Su agresividad en el plató fue tal que Arnold Schwarzenegger, protagonista de la película, se quejó en repetidas ocasiones de su exceso de dureza y la dificultad de trabajar con una actriz tan agresiva. El vínculo personal entre ambos es, empero, muy bueno y continúa hasta la actualidad.
En 1985 intervino en una película de la saga de James Bond, Panorama para matar, y pese a que para muchos sigue siendo la "chica Bond" menos sexy de la historia, su particular físico encajó perfectamente como la malvada y letal May Day.
En 1986 participó en la película Vamp, donde interpretaba a una exótica bailarina dedicada al vampirismo. Grace no pronuncia una sola palabra en la película. Según Jones, esta fue su propia idea, optando en cambio por interpretar el papel con técnicas de cine mudo inspiradas en Max Schreck en Nosferatu, eine Symphonie des Grauens. Su amigo Keith Haring fue quien pintó su cuerpo con patrones tribales y la equipó con una armadura de alambre. Por cada una de estas tres actuaciones Jones recibió una nominación al premio Saturno como mejor actriz secundaria.
En 1987 realizó el papel de Conchita en Siesta, el primer largometraje de Mary Lambert. La película recibió bastantes críticas negativas, siendo Jones nominada al Razzie como peor actriz secundaria junto con Isabella Rossellini.
Otro papel importante fue en la película Boomerang (1992), donde interpretó a la excéntrica modelo Helen Strang. Además, interpretó la canción "7 Day Weekend", incluida en el álbum de la banda sonora.
En 1999 intervino en la serie BeastMaster, siendo protagonista del capítulo The Umpatra donde interpreta a la guerrera Nokinja.
Sus últimas actuaciones fueron el año 2001 junto a Tim Curry en Wolf Girl (también conocida por Blood Moon), donde interpreta a un artista de circo travesti llamado Christoph/Christine, y la película Shaka Zulu: The Citadel, donde interpreta a la esposa del rey. Ambas películas fueron hechas para la televisión.

## Carrera musical

### 1977-1979: trilogía disco
Su carrera musical inició en plena fiebre de la música disco, con una imagen extremadamente elaborada. Sus primeros managers en el mundo de la música fueron Simon y Eileen Berlin, quienes contrataron al diseñador Richard Bernstein (por sugerencia de amigos como Andy Warhol y el agente de prensa John Carmen) para crear impactantes primeros planos que salieron en las carátulas de sus primeros sencillos con la discográfica Beam Junction y los tres primeros álbumes bajo contrato con Island Records.
Jones alcanzó enormes éxitos en la comunidad gay como su sencillo "I Need A Man". Su pareja Jean-Paul Goude relató que cuando la vio por primera vez fue cantando "I Need A Man ("Necesito un hombre") en una discoteca gay: «Una mujer que parecía hombre, cantando 'I Need A Man' para un público enfervorecido de hombres gais».
Jones se convirtió en una de las figuras centrales de la música disco. En 1977 grabó su primer álbum, Portfolio, que además de "I Need a Man" (que fue su primer N° 1 en una lista de Billboard) incluía una versión del clásico francés "La Vie en Rose", su primer gran éxito internacional.
En 1978 grabó Fame, su segundo álbum disco cuyo sencillo "Do or Die" alcanzó el puesto N° 3 en el Billboard Hot Dance Club Play, y en poco tiempo Jones logró convertirse en musa de la cultura gay. El tercer álbum en este género fue Muse, que tuvo mucho menor repercusión que los trabajos anteriores por haberse lanzado en medio del movimiento "anti-disco". Durante este período, también se convirtió en una musa de Andy Warhol, quien la fotografió.

### 1980-1982: renovación y trilogía de Compass Point

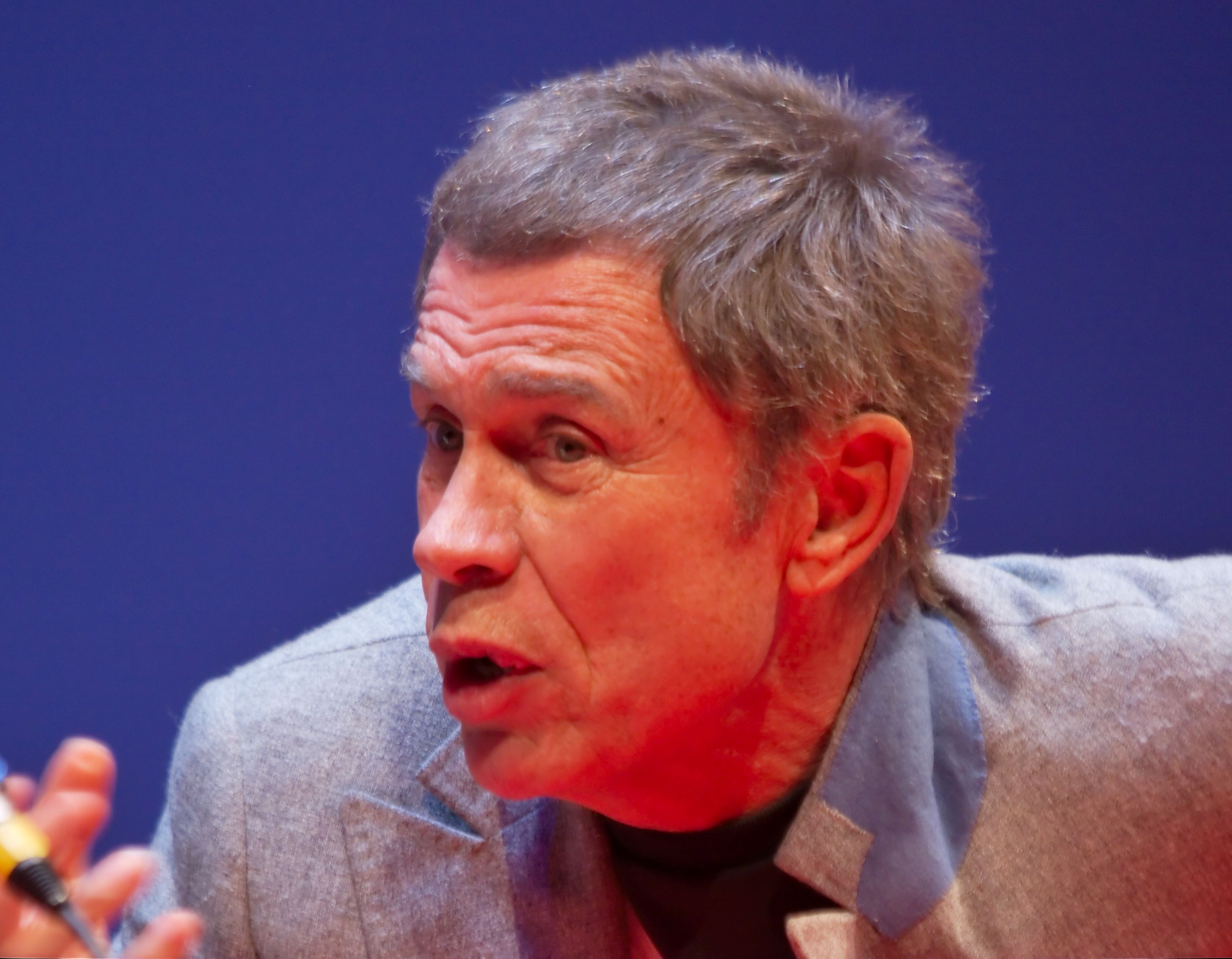
Jean-Paul Goude, con quien mantuvo una larga relación.

Con el declive de la música disco, Grace dio un giro radical a su carrera iniciando una acertadísima colaboración creativa con Alex Sadkin y Chris Blackwell en Island Records, que le dieron libertad de explorar estilos como el dub y el reggae en sus álbumes más reconocidos. Las sesiones en el Compass Point Studio en Nasáu (Bahamas) dieron paso al lanzamiento de Warm Leatherette (1980), álbum que incluye varias versiones de canciones clásicas, siendo "Private Life" y "Love is the Drug".
En 1981 lanzó Nightclubbing, la cual es considerada su obra cumbre. Este álbum consigue instalar varios sencillos exitosos, como "I've Seen That Face Before (Libertango)", versión de una melodía de Astor Piazzola, y "Pull Up to the Bumper", el cual alcanzó el puesto N° 2 en una lista de Billboard y se convirtió en una de las canciones más conocidas de la artista.
La trilogía se cierra en 1982 con Living My Life, álbum que seguía el estilo new wave de los dos anteriores pero que además combinaba estilos reggae, soul y dance. A pesar de que el álbum no recibió mucha atención, el sencillo "Nipple to the Bottle" alcanzó el N° 2 en Billboard. Para promocionar el álbum, Jones realizó una gira entre 1981 y 1982, la cual fue filmada por Jean-Paul Goude para el documental-musical A One Man Show, por el cual Jones recibió una nominación al Grammy (en 1984) en la categoría "Mejor video musical Versión Larga". En 1986 fue relanzado como State of Grace para promocionar su siguiente álbum.

### 1985-1989:Slave to the Rhythmy contrato con Manhattan
A mediados de los 80, Trevor Horn escribió (junto a Bruce Woolley, Simon Darlow y Stephen Lipson) la canción "Slave to the Rhythm", la cual sería ofrecida al grupo británico Frankie Goes to Hollywood. Sin embargo, el proyecto fue dado a Jones. A lo largo de varias sesiones producen un número de versiones de la misma canción, que terminan siendo lanzadas como el álbum Slave to the Rhythm (subtitulado: A Biography) en 1985. Las canciones están intervenidas con fragmentos de entrevistas de Jones con Paul Morley y lecturas de la autobiografía de Jean-Paul Gaudé. "Slave to the Rhythm" alcanzó el #1 en el Billboard Hot Dance Club Play, siendo el segundo sencillo de Jones en alcanzar este puesto. El álbum fue un éxito tanto en la crítica como en ventas.
En 1986 Jones abandonó definitivamente su discográfica para firmar con Manhattan Records, que le ofreció un contrato millonario. El primer fruto fue Inside Story. En este álbum trabajó con Nile Rodgers y fue su primera incursión en la producción. El primer single fue "I'm Not Perfect (But I'm Perfect for You)", su mayor éxito en el Billboard Hot 100. En el video Jones llevaba pintura en el cuerpo y ropa diseñada por Keith Haring.Otros singles de este proyecto fueron "Crush", "Victor Should Have Been a Jazz Musician" y "Party Girl".
En 1989 publicó Bulletproof Heart, orientado a ritmos más comerciales como el house y el new jack swing. Este fue el segundo trabajo de Jones en la producción junto a integrantes del grupo C+C Music Factory. A diferencia de los lanzamientos anteriores, el álbum tuvo muy poca repercusión comercial y fue duramente recibido por la crítica especializada. Más allá de esto, el sencillo "Love on Top of Love" fue la primera canción escrita por Jones que alcanzó el N° 1 en una lista de Billboard.

### 1990-2007: álbumes inconclusos, singles aislados y soundtracks
Después de Bulletproof Heart, Jones lanzó varias canciones y sencillos de menor éxito, asociados a bandas de sonido: "7 Day Weekend" (sencillo, para la película Boomerang, 1992), "Evilmainya" (sencillo, para Freddie as F.R.O.7., 1993), "Let Joy and Innocence Prevail" (para Toys, 1992), "Love Bites" (para un ciclo de películas sobre vampiros del canal televisivo Sci-Fi Channel). Durante la década del 90, Jones volvió a asociarse a Island Records e intentó varias veces (e infructuosamente) producir un álbum nuevo.
En 1993 lanzó el sencillo "Sex Drive", de estilo house e industrial, que incluía tres remixes de la canción homónima (original del grupo Sheep on Drugs) y uno de "Typical Male" (versión del grupo Consolidated). Estas canciones iban a formar parte del álbum Black Marilyn, que nunca vio la luz porque Jones quedó muy insatisfecha con el trabajo realizado por los productores. Según reportó, fragmentaron sus canciones en muchos pedazos que no podían mezclarse y decidió cancelar el proyecto. Los remixes de "Sex Drive" alcanzaron el N° 1 en el Hot Dance Club Play. La canción "Volunteer" de este proyecto fue filtrada en internet en 2009.
En 1995 se reúne con el productor Tom Moulton y graba una versión de "Victim" de Candi Staton para lanzarla como sencillo, pero el proyecto es cancelado por cuestiones conceptuales (Island Records no quería mostrarla como una víctima).Por estos años, remixes de los singles "Slave to the Rythm" y "Pull Up to the Bumper" logran impactar en charts de diversos países en 1994 y 2000, respectivamente.
En 1997 grabó junto con Tricky la canción "Hurricane (Cradle to the Grave)" para el álbum Force of Nature. Según se sabe, esta placa iba a estar orientada al trip hop y contaba con fecha de lanzamiento programada en 1998. Sin embargo, el proyecto nunca se concretó debido a fuertes desacuerdos entre ambos artistas. Se conocen dos canciones más de este álbum: "Clandestine Affair", que apareció en internet años después, y "Storm", escrita y producida por Bruce Woolley, Chris Elliott y Marius DeVries, y grabada con The Radio Science Orchestra e incluida en la banda sonora de la película Los vengadores, un remake de la serie televisiva del mismo nombre. El año 2000 Jones cantó "The Perfect Crime", una canción up-tempo de la televisión danesa escrita por el dúo Floppy M, y colaboró en la canción "Revolution" de Lil Kim (The Notorious K.I.M., 2000).

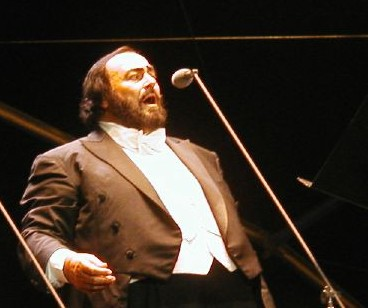
Luciano Pavarotti, con quien cantó en un concierto de apoyo para los refugiados angoleños en Zambia.

Por estos años realiza actuaciones de alto perfil en eventos masivos. El 28 de mayo de 2002 se presentó en el escenario con el tenor italiano de ópera Luciano Pavarotti para cantar "Pourquoi me reveiller" durante el ciclo Pavarotti and Friends, en beneficio de los programas de la agencia de las Naciones Unidas para los refugiados angoleños en Zambia. El concierto se celebró en Módena, Italia, y Jones con Pavarotti fueron acompañados por la 70-String Orchestra Sinfonica Italiana, dirigida por José Molina.La interpretación de Jones fue elogiada por la crítica y ella la destaca como el momento más alto de su carrera.
En noviembre de 2004 Jones cantó "Slave to the Rhythm" en un concierto homenaje a Trevor Horn en el Wembley Arena. Recibió excelentes críticas, a pesar de haber estado ausente en la escena musical por un buen tiempo. En febrero de 2006, Jones fue la modelo de pasarela de celebridades para el programa de Diesel en Nueva York.

### 2008-2011:Hurricane

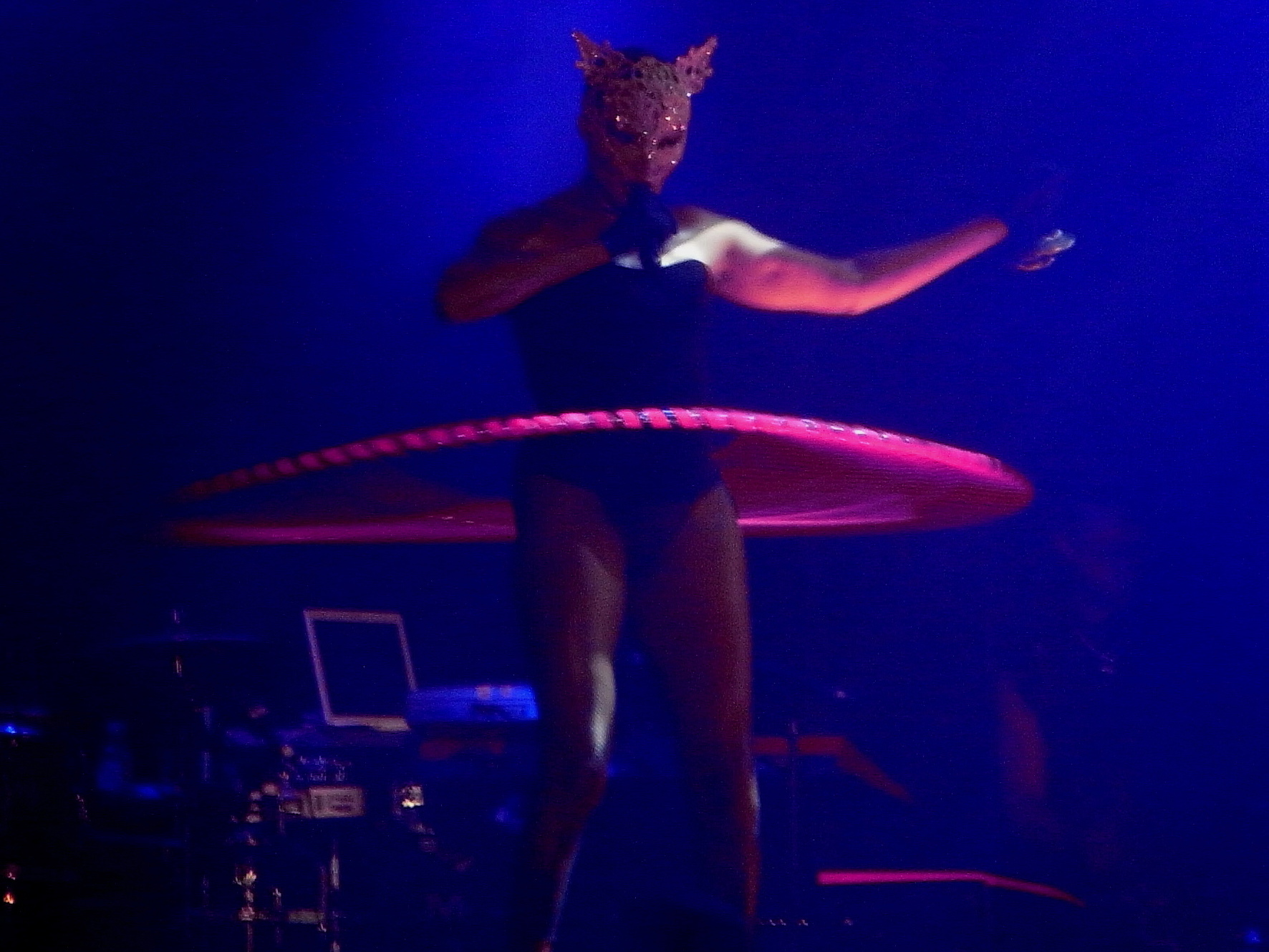
Jones en el Hurricane Tour (2009).

Jones fue parte de la alineación para el festival Meltdown de Massive Attack en el Centro de Southbank en Londres, que se realizó entre el 14 al 22 de junio del 2008. Jones recibió críticas positivas en muchos periódicos del Reino Unido y obtuvo gran cobertura por presentar varias canciones de su primer álbum con material nuevo en casi 20 años.
El 2008 realizó una actuación en el Bestival (Isla de Wight), así como en el Electric Picnic (Irlanda). Ella cantó en el Festival de Sídney, en enero de 2009, como el primer concierto del festival en noche gratis en Hyde Park con una audiencia de más de 80.000 personas.En noviembre de 2008, tras años de grabaciones, Jones lanzó Hurricane, su último álbum de estudio hasta el momento. El álbum combina estilos musicales variados como la electrónica, el soul, el rock alternativo e influencias del reggae. La mayoría de las críticas fueron positivas y el álbum contiene nueve canciones (originalmente eran once) que tratan temas como la familia, la muerte y la reflexión sobre la humanidad y naturaleza. En 2011 relanzó el álbum en una versión de álbum doble, cuya segunda parte se titula Hurricane Dub y tiene versiones dub de todas las canciones. Para promocionar el álbum Jones realizó el Hurricane Tour en Europa y Estados Unidos, con mucho éxito entre el público y la crítica.
En 2009 y 2011, trabaja con la poetisa y cantante francesa Brigitte Fontaine para los álbumes Prohibition y L'un n'empêche pas l'autre. En 2010 participa de la canción "Yeah Yeah You Would" de Diddy - Dirty Money (Last Train to Paris).

### 2011-presente

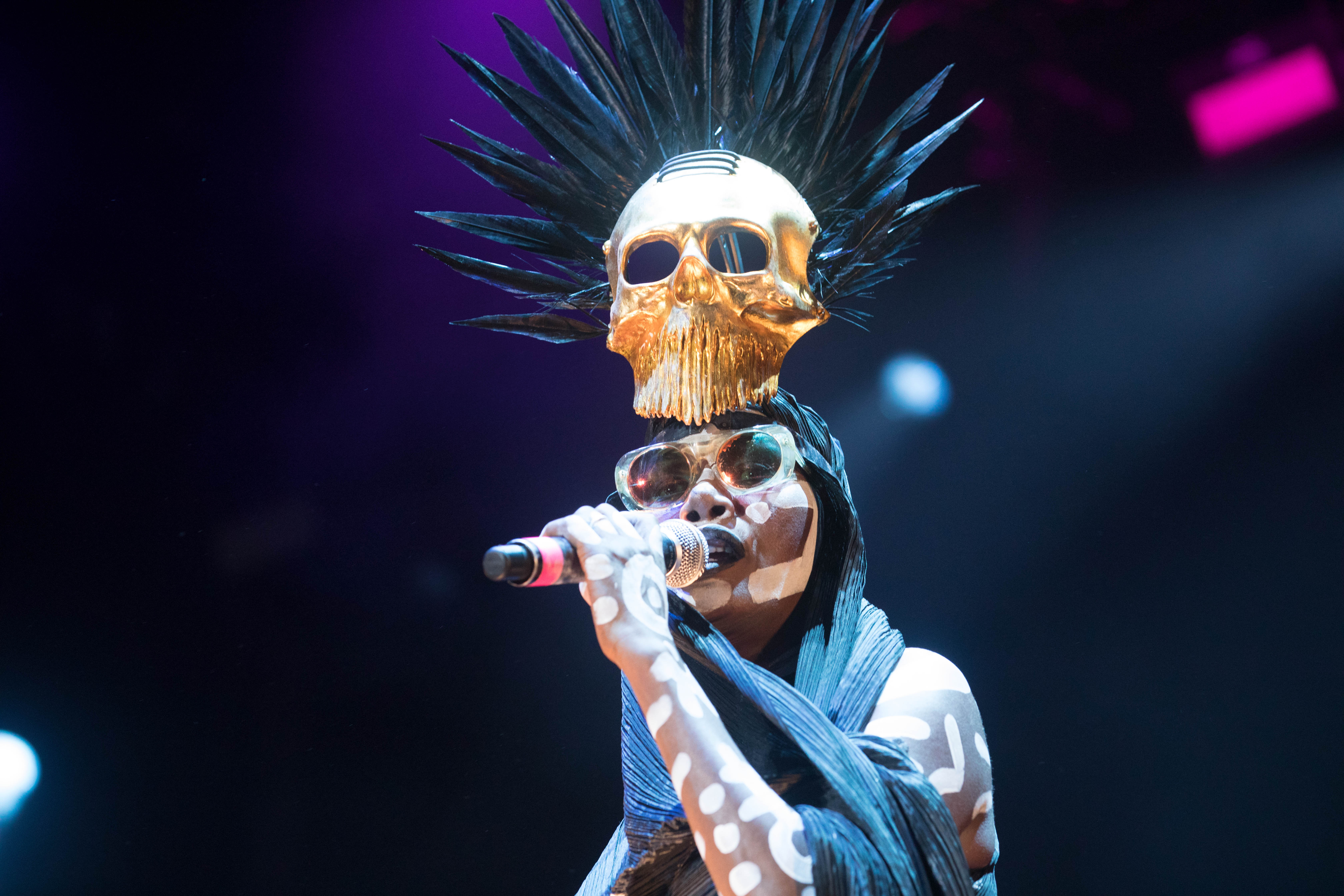
Jones en 2015

Después del éxito de Hurricane, Jones comenzó a preparar su siguiente álbum y realizó colaboraciones con artistas como Beyoncé ("Move" de Renaissance, 2022), Gorillaz ("Charger" de Humanz, 2017) y Janelle Monáe ("Ooh La La" de The Age of Pleasure, 2023). Asimismo, relanzó versiones remasterizadas de sus álbumes Portfolio, Fame y Muse (box set Disco, 2015), Warm Leatherette (box set, 2016) y Nightclubbing (2 CD, 2014).

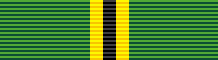
Cinta de la Orden

 En 2015 publicó sus memorias, tituladas I'll Never Write My Memoirs, escritas en colaboración con el periodista Paul Morley, quien ya había colaborado con Jones en las entrevistas que aparecen entre las canciones de Slave to the Rhythm. En ellas habla de que tiene un disco casi acabado, que espera que sea la segunda parte de la trilogía comenzada con Hurricane y que terminará con el que supone que será su último álbum.En el Festival Meltdown de 2022, del cual fue la curadora y artista de cierre, anunció que un álbum "híbrido africano" estaba siendo producido. Ha presentado algunas canciones en vivo: "The Sun Shines in Wartime" (o "Sunshine In Wartime"), "Blacker Than Black" (o "Born Black"), "We Got the Key".
En el 2018 fue homenajada en su natal Jamaica, siendo condecorada por el gobernador de la isla, Patrick Allen, con la Orden de Jamaica, el 15 de octubre de 2018, y siendo honrada por su contribución a Jamaica en el campo del entretenimiento a nivel internacional. En consecuencia, desde su nombramiento como miembro de la orden, se antecede a su nombre con la palabra The Honorable y se finaliza con las iniciales O.J.

## Vida privada

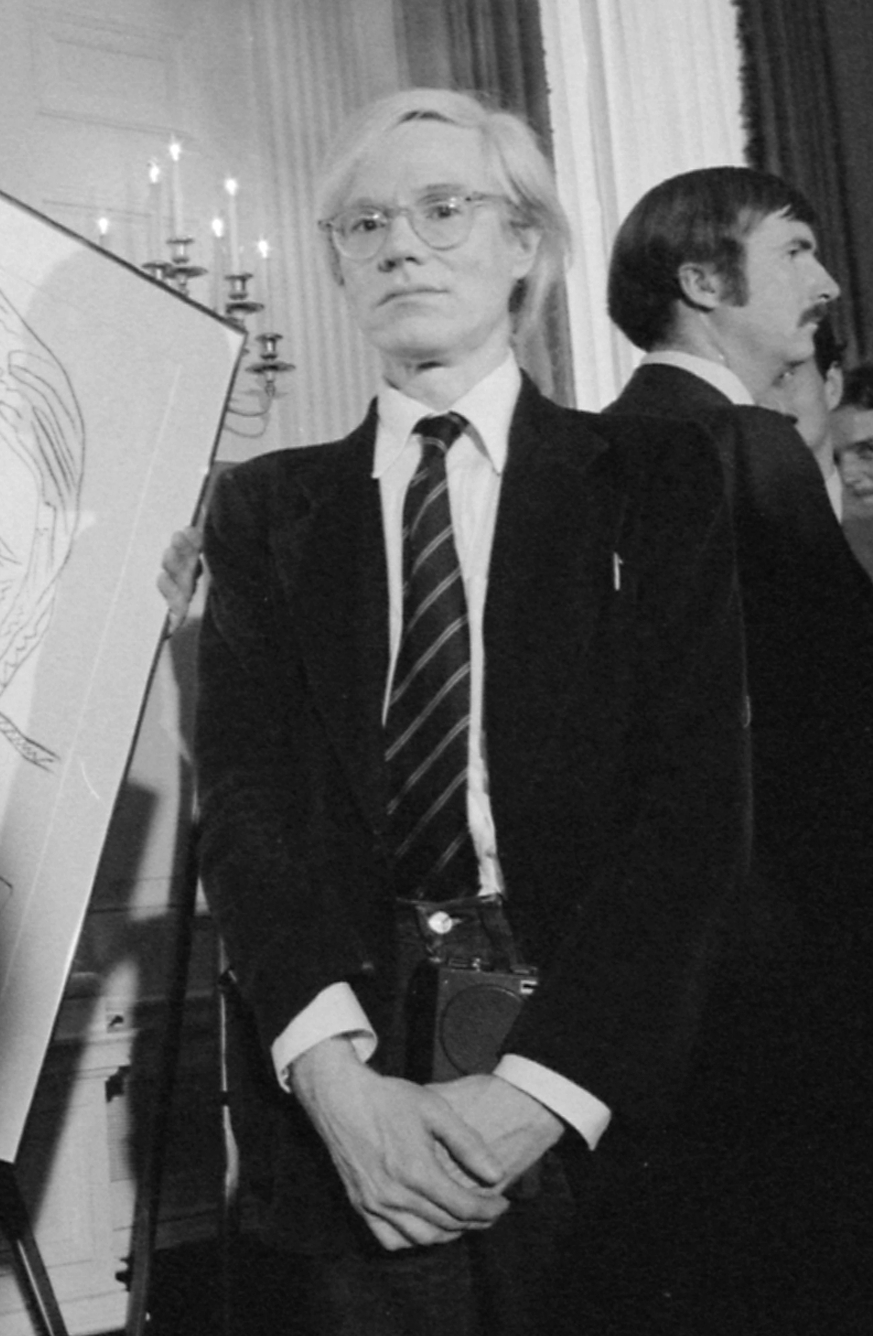
Grace fue una amiga muy cercana de Andy Warhol.

La vida de Grace no ha sido muy pública, a pesar de que es considerada una diva. Durante los años 70, mantuvo una larga relación con Jean-Paul Goude, con quien tuvo a su hijo Paulo. El año 2009 este último tuvo una hija, la cual lleva por nombre Athena.
Goude hizo bastante para crear la inconfundible imagen de Grace: por ejemplo, la ropa extravagante, y las legendarias fotos que Goude realizó para los cover de Warm Leatherette y Nightclubbing.
En la primera mitad de los años 80 Grace se enamoró de Dolph Lundgren, su guardaespaldas. El culturista sueco también realizó el papel de Venz en Panorama para matar, siendo este su rol debut. También causó gran sensación con sus fotos desnuda en la revista Playboy en la edición de septiembre en 1987. La relación duró cuatro años, sin llegar al matrimonio.
En 1986 asistió a la boda de su amigo Arnold Schwarzenegger con Maria Shriver en Cape Cod con Andy Warhol (quien hizo un retrato de ella). Durante el rodaje de Conan el Destructor conoció a Sven-Ole Thorsen, con quien empezó una relación de amistad.
El 24 de febrero de 1996, Grace estaba en el altar: un guardaespaldas era su nuevo amor, el húngaro (de origen turco, según algunas fuentes) Atila Altaunbay, quien nació en 1976 y tenía solo 20 años.

## Características

### Voz
Grace Jones es una cantante contralto. Aunque su imagen se hizo más notable que su voz, esta última es en realidad muy estilizada. Ella canta en dos modalidades, una es simplemente cantar y la otra es hablar en monotonía, lo que se puede comprobar al escuchar las canciones "Private Life", "Walking in the Rain", "The Apple Stretching", "La Vie en Rose" y "Slave to the Rhythm".

### Estilo e imagen

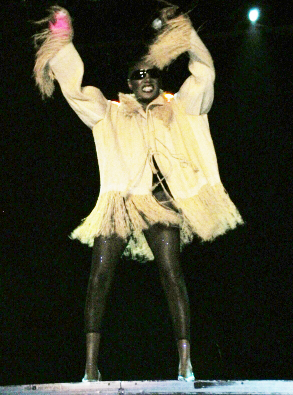
Grace Jones el año 2007.

Paralelamente a su cambio musical (1980) fue un cambio de imagen visual igualmente dramático, creada en asociación con Jean-Paul Goude, con quien tuvo un hijo. Jones adoptó una severa y andrógina imagen, con un corte pelo cuadrado y angular ("flat-top") y el uso de ropa acolchada. Las fotografías de la icónica portada de Nightclubbing y Slave to the Rhythm ejemplifica esta nueva identidad.
Su fuerte presencia visual se extendió a sus giras y conciertos. En sus actuaciones, llevaba trajes extravagantes, sobre todo los años que estuvo con Goude. En su actuación en el Paradise Garage en 1985 usó un traje en el que colaboró el artista Keith Haring. Este último pintó en su cuerpo patrones tribales y la equipó con una armadura de alambre para la película Vamp (1986) y también pintó su cuerpo para el video de "I'm Not Perfect (But I'm Perfect for You)".

### Carácter y personalidad
Jones también se ha destacado por su fuerte personalidad, lo cual le ha valido varias controversias. En 1981 protagonizó un polémico episodio en la televisión británica en el que abofeteó en directo al presentador Russell Harty porque le había dado la espalda para hablar con otro invitado.
En la televisión chilena, en el programa “Vamos a Ver” conducido por Raúl Matas, que se transmitía en TVN, Grace apareció con un llamativo traje azul interpretando "The Hunter Gets Captured by the Game", empezando a comerse unas plantas que formaban parte de la escenografía. Después de una pausa, Jones vuelve e interpreta una canción haciendo bailar a ejecutivos del Banco de Santiago. Después se acerca a Raúl y se desmaya, terminando en el suelo por el cansancio.
El año 1998 la expulsaron de una actuación en Disneylandia tras enseñar uno de sus pechos.
En abril del 2005, Jones fue acusada de abusar verbalmente de un gerente de tren de Eurostar por la actualización de un ticket. Jones pidió que la bajasen del tren, aunque según algunas fuentes fue sacada a la fuerza. Eurostar dice que surgió la polémica porque Jones tenía un ticket de primera clase, pero se negó a pagar más después de sentarse en el área premium. Un portavoz de la policía británica de transporte dijo que el ticket de primera clase de ida y vuelta costaba alrededor de 300 libras, con la actualización serían 70 libras extras, por lo cual Jones se negó a pagar y dejó el tren a su solicitud.
En noviembre de 2006, Jones fue criticada por su comportamiento en una fiesta de Delta Airlines. Testigos afirmaron que, en un momento, se quitó las prendas de vestir, afirmando ser la "perra reina selva madre de Nueva York". Su publicista negó posteriormente las reclamaciones como "ridículas".

## Discografía
- Portfolio (1977)
- Fame (1978)
- Muse (1979)
- Warm Leatherette (1980)
- Nightclubbing (1981)
- Living My Life (1982)
- Slave to the Rhythm (1985)
- Inside Story (1986)
- Bulletproof Heart (1989)
- Hurricane (2008)

## Filmografía

### Actriz
- Gordon's War (1973)
- Attention les yeux! (1976)
- Deadly Vengeance (1981)
- Conan el Destructor (1984)
- Panorama para matar (1985)
- Vamp (1986)
- Straight to Hell (1987)
- Siesta (1987)
- Boomerang (1992)
- Hell: A Cyberpunk Thriller (1995) (Videojuego)
- Cyber Bandits (1995)
- McCinsey's Island (1998)
- Palmer's Pick Up (1999)
- BeastMaster (1999) (1 episodio, 1999)
- Wolf Girl (2001) (TV)
- Shaka Zulu: The Citadel (2001) (TV)
- Falco - Verdammt, wir leben noch! (2008)

## Frases personales
- "Todo el mundo tiene que tomar sus propias decisiones. Todavía creo en eso. Sólo tengo que ser capaz de aceptar las consecuencias sin quejarme".

- "Los modelos están allí para mirar, como maniquíes, no como personas reales. El arte y la ilusión se supone que son la fantasía".

- "Ahora, cuando entró en un coche, está casi vacío. Pero siempre hay unos lo suficientemente valientes como para quedarse".

- "Uso, no abuso".

- "El hecho de entrar allí y cantar durante este tiempo político, tienen un gran tiempo haciendo lo que ayuda. Los gais son mis mejores audiencias".[43]

## Apariciones en la cultura popular
- El dúo electrónico de Chicago Microfilm menciona a Grace Jones en las letras de su canción del 2007 "París". La letra "Tour Eiffel/You wear it well/Like Grace Jones/I think I fell...for you" se refieren al papel de Jones en la película de James Bond Panorama para matar, donde en paracaídas pasa frente a la Torre Eiffel.

- En el reality de TV America's Next Top Model, en el ciclo 2, las modelos se tenían que vestir de personajes famosos para una sesión fotográfica. Jones fue escogida por una, siendo modelada por Xiomara Frans.

- El reality de TV Australia's Next Top Model, en el ciclo 5, las modelos se tenían que vestir de personajes famosos para una sesión fotográfica. Jones fue escogida por una, siendo modelada por Franky Okpara.

- En el sketch comedial del programa de In Living Color, Kim Wayans regularmente parodia a Grace Jones como una entusiasta extremadamente física de cualquier actividad, ya sea en la lucha contra un cocodrilo para la cena o la lucha libre profesional, mientras que regularmente pregunta "¿Me encuentras sexy?".

- En la década de 1980, Jones apareció en una campaña publicitaria para la nueva línea de moto scooters de Honda, que se habían puesto de moda en ese momento. Jones convenció a la estrella de rock Adam Ant (que, antes de la campaña publicitaria, nunca había conducido en su vida) para intentarlo. El comercial termina con Jones mordiendo a Ant en la oreja, que fue editado fuera de transmisiones en los Estados Unidos, pero quedó intacto cuando salió al aire en otros lugares.[44]

- En 1986 la marca de automóviles Citroën realiza un comercial donde Jones conduce un nuevo Citroën CX, el cual sale de un robot con la forma de Jones.[45]

- La banda española de pop de los 80 Mecano banda hace un comentario sobre el peinado de Grace Jones en su canción "Stereo-sexual".[46]

- A finales del 2007, la artista de neo soul Erykah Badu parodia al álbum Nightclubbing (al igual que otros álbumes de varios artistas) en su video musical de "Honey".[47]

- El programa de crónica social español Extra Rosa, presentado por Ana Rosa Quintana y Rosa Villacastín, tenía como melodía de cabecera tanto en su inicio como en su final la canción: La vie en rose, de Grace Jones.

- En los años 2011-2012 el Victoria and Albert Museum de Londres utilizó la fotografía tomada por Jean-Paul Goude del Maternity Dress, diseñado por él mismo y por Antonio López en 1979, como imagen y póster de la exhibición Postmodernism: Style and Subversion 1970-1990.;[48] así como la realización del montaje fotográfico que el mismo Jean-Paul Goude le tomara para la portada de Nightclubbing y dos vídeos musicales que evidencia la fuerza y androginia de Grace Jones.

- En 2018, es imitada por la drag queen BeBe Zahara Benet en el cuarto episodio de la tercera temporada de la serie: RuPaul's Drag Race: All Stars.

- En 2023, se le dedica la pasarela "Night of a 1000 Grace Jones" en el sexto episodio de la octava temporada de la serie: RuPaul's Drag Race: All Stars.

## Premios de música

### Premios Grammy
| Año  | Resultado | Premio        | Categoría/Destinatario(s)                                    |
| ---- | --------- | ------------- | ------------------------------------------------------------ |
| 1984 | Nominada  | Premio Grammy | Mejor video musical Versión Larga Por: A One Man Show (1982) |

### Premios MTV Video Music
| Año  | Resultado | Premio                | Categoría/Destinatario(s)                       |
| ---- | --------- | --------------------- | ----------------------------------------------- |
| 1986 | Nominada  | MTV Video Music Award | Mejor video Femenino Por: "Slave to the Rhythm" |

### Premios Q Music
| Año  | Resultado | Premio     | Categoría/Destinatario(s) |
| ---- | --------- | ---------- | ------------------------- |
| 2009 | Ganadora  | Idol Award |                           |

## Premios de cine

### Premios Saturno
| Año  | Resultado | Premio         | Categoría/Destinatario(s)                               |
| ---- | --------- | -------------- | ------------------------------------------------------- |
| 1985 | Nominada  | Premio Saturno | Mejor Actriz Secundaria Por: Conan el Destructor (1984) |
| 1986 | Nominada  | Premio Saturno | Mejor Actriz Secundaria Por: Panorama para matar (1985) |
| 1987 | Nominada  | Premio Saturno | Mejor Actriz Secundaria Por: Vamp (1986)                |

### Premios Razzie
| Año  | Resultado | Premio        | Categoría/Destinatario(s)                 |
| ---- | --------- | ------------- | ----------------------------------------- |
| 1988 | Nominada  | Premio Razzie | Peor Actriz Secundaria Por: Siesta (1987) |